# Gosvin I. Valkenburški
Gosvin I. Heinsberški (omenjen od leta 1085 – Heinsberg, 1. april 1128) je bil srednjeveški vitez gospod Heinsberški in pozneje gospod Valkenburški. Velja za prednika rodbine Valkenburških.

## Biografija
Gosvin je bil verjetno sin Diderika I. Flamenskega iz rodbine Wassenberških in bi bil torej vnuk grofa Gerharda II. Flaminija. Bil je poročen z Odo iz Walbecka, hčerko Sigfrida II. iz Walbecka (okoli 1030-okoli 1087).  Po očetovi smrti leta 1082 je prišel v posest dvorca Heinsberg.
Leta 1085 je skupaj s svojim bratrancem Gerhardom I. Gelderskim prisilil Luipa (cesarskega kandidata), da je bil izvoljen za opata v Sint-Truidenu. Listina škofa Otberta iz Liègea iz leta 1096 omenja Gosvinov nakup posesti Houlten (Houthem) za 50 srebrnih mark. Verjetno je bil podadvokat dekanije Meerssen in advokat Sint Odiliënberga.
11. februarja 1115 se je Gosvin boril v kontingentu Lorene v bitki pri Welfesholzu, kjer je grad Walbeck njegove žene Ode služil kot oporišče. Tam so cesarja Henrika V. premagali njegovi saški in lorenski nasprotniki. Leta 1118 sta bila Gosvin in Gerhard priča ustanovitvi samostana v Dünnwaldu (na Renu nasproti Kölna) s strani kölnskega nadškofa Friderika I. Schwarzenberga.
Gosvinova žena Oda je podedovala Valkenburg po sorodnici Gudi Valkenburški. Gosvin je tako postal gospod Valkenburški - gospostva imenovanega po gradu, ki je bil leta 1119 prvič omenjen kot Castello Falcomonte. Guda Valkenburška († 1125) je bila vdova in naslednica Tibalda Voerenskega († 1106), gospoda Valkenburškega, po njegovi smrti pa je vdova vstopila v opatijo sv. Jakoba v Liègu. Po dedovanju se je Gosvin osredotočil predvsem na razširitev in krepitev utrdbe gradu Valkenburg.
Med razkolom v Liègeu leta 1119 po nasledstvu škofa Otberta se je Gosvin postavil na stran cesarja Henrika V. Ko sta se leta 1122 med velikim zborom v Liègeu kapitelj svetega Servacija in reimški opat pritožila nad Gosvinom, ki se kasneje ni hotel pojaviti pred njim v Aachnu, je Henrik dobil razlog za posredovanje. Svojemu vazalu Godfridu I. Leuvenskemu je ukazal oblegati in uničiti Gosvinovo utrdbo v Valkenburgu. Ta dogodek ni imel velikega odmeva samo v Maaslandu, ampak je bil omenjen tudi v kölnski kraljevi kroniki: " Imperator Falkenburg, castrum comitis Gozwini, captum diruit " ("cesar je osvojil in uničil Valkenburg, grad grofa Gosvina"). V naslednjih nekaj letih se je Gosvin ukvarjal z obnovo gradu.
Po Gosvinovi smrti leta 1128 je Oda podarila samostanu v Kampu posest pri Kalkarju, posest pri Gendringenu pa Gangolfusstiftu v Heinsbergu, ki ga je ustanovila kmalu po letu 1128.

## Potomci
Gosvin je bil poročen z Odo iz Waldbecka (ok. 1085-1152). Imela sta naslednje otroke:
- Gerhard I. Heinsberški (umrl 1129), dedič Heinsberga in Gangelta, poročen z Irmgardo iz Plötzkaua
- Gosvin II. Valkenburški (umrl 1168), dedič dežele Valkenburg in Richterich; po bratu je okoli leta 1130 podedoval tudi Heinsberg.
- verjetno Guda (umrla 1173), opatinja opatije Munsterbilzen leta 1157